# Tolima-Kultur
Die Tolima-Kultur war eine präkolumbische archäologische Zivilisation im Landesinneren Kolumbiens. Sie entfaltete sich im Zeitraum 1000 v. Chr. bis 700 n. Chr. am Mittellauf des Río Magdalena. Ähnlich wie bei der Quimbaya-Kultur und der Tairona-Kultur lag der künstlerische Schwerpunkt in ihrem Areal bei der Goldschmiedekunst.

## Etymologie
Das Wort Tolima, Tulima oder auch Dulima stammt aus der mittlerweile ausgestorbenen Panche-Sprache und bedeutet Schneefluss oder Wolkenfluss. Derselbe Name wird auch für das Departamento del Tolima  und den Vulkan Nevado del Tolima benutzt.

## Geographische Verbreitung

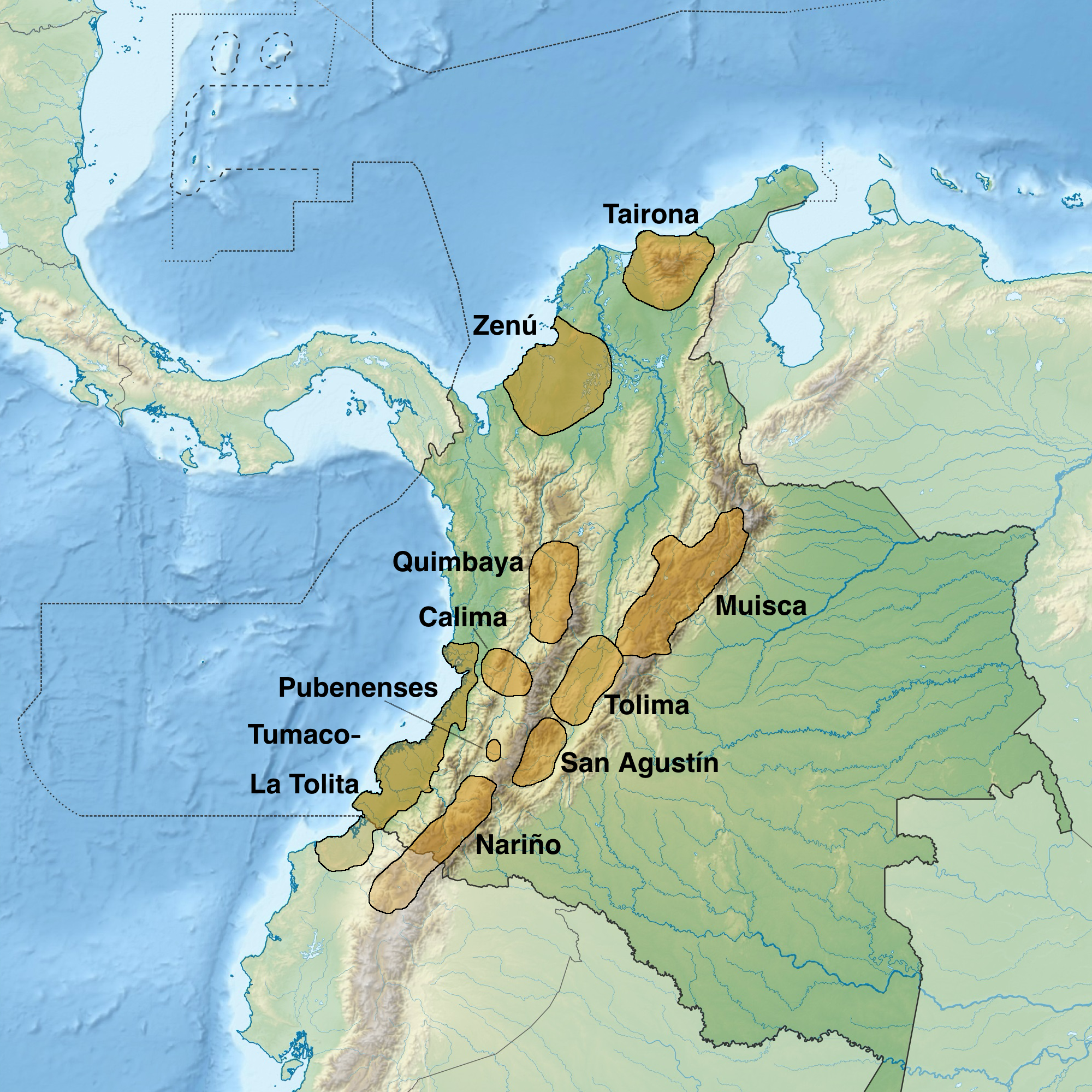
Karte mit den Verbreitungsgebieten der präkolumbianischen Kulturen Kolumbiens

Das Verbreitungsgebiet der Tolima-Kultur, das sich im Wesentlichen auf die Departamentos Tolima und den Norden von Huila beschränkt, war um den Mittellauf des Río Magdalena zentriert. Ausgehend von den warmen Flussniederungen griff es auf die Abhänge der Cordillera Central und der Cordillera Occidental über.

## Zeitlicher Rahmen
Das Museo del Oro in Bogotá unterteilt die Tolima-Kultur in zwei Phasen:
- Spätes Tolima – Jahr 0 bis 700/800 n. Chr., Spätphase bis 1150 n. Chr.
- Frühes Tolima – 1000 v. Chr. bis zum Beginn unserer Zeitrechnung.

Die Vorläufer der Tolima-Kultur, die als nomadische Jäger und Sammler gelebt hatten, können bis 6050 v. Chr. zurückverfolgt werden. Wann genau der Übergang zum Ackerbau (Anbau von Mais und Knollenpflanzen wie Maniok) und zu einer sesshaften Lebensweise erfolgte, konnte nicht ermittelt werden, dürfte aber noch vor dem Aufkommen der Keramik im 1. Jahrhundert v. Chr. erfolgt sein. Im 1. Jahrhundert begann dann die Goldverarbeitung. Zwischen dem 5. und dem 7. Jahrhundert kam es zu einem Umbruch in der Tolima-Kultur, der sich in veränderten Siedlungsformen und Keramikstilen ausdrückte. In der Spätphase, datiert mit 990 bis 1150 n. Chr., entwickelte sich der Brauch der Zweitbestattungen.

## Fundstätten
Als bedeutende Fundstätten der Tolima-Kultur sind anzuführen:
- Arrancaplumas – 1. Jahrhundert v. Chr. – erste Keramik
- Ataco und Venadillo – Jahr 0 bis 5. Jahrhundert n. Chr. – Goldobjekte, insbesondere die eigenartigen Fisch-Figurinen
- Rioblanco – 4. Jahrhundert – Keramik und Goldobjekte
- Río Saldaña – ab 9. Jahrhundert – Töpfe und Schüsseln mit Dreiecksmotiven und geraden Linien an den Rändern
- Mayacas und Colorados – 12. Jahrhundert – Siedlungen, Abfallhaufen, Steinwerkstätten und Friedhöfe
- Sabanas del Tigre bei Tamalameque – Spätphase – Urnen mit stilisierten Froschmotiven und Menschen mit Schädeldeformation
- Moskito bei Ocaña – Spätphase – Urnen mit vollständigen Menschendarstellungen
- Río La Miel (Puerto Serviez und Puerto Salgar) – Spätphase 990 bis 1150 n. Chr. – Zweitbestattungen
- El Espinal – Spätphase – Urnen mit Mischdekorationen Mensch/Tier

## Kunstgegenstände

### Metallverarbeitung

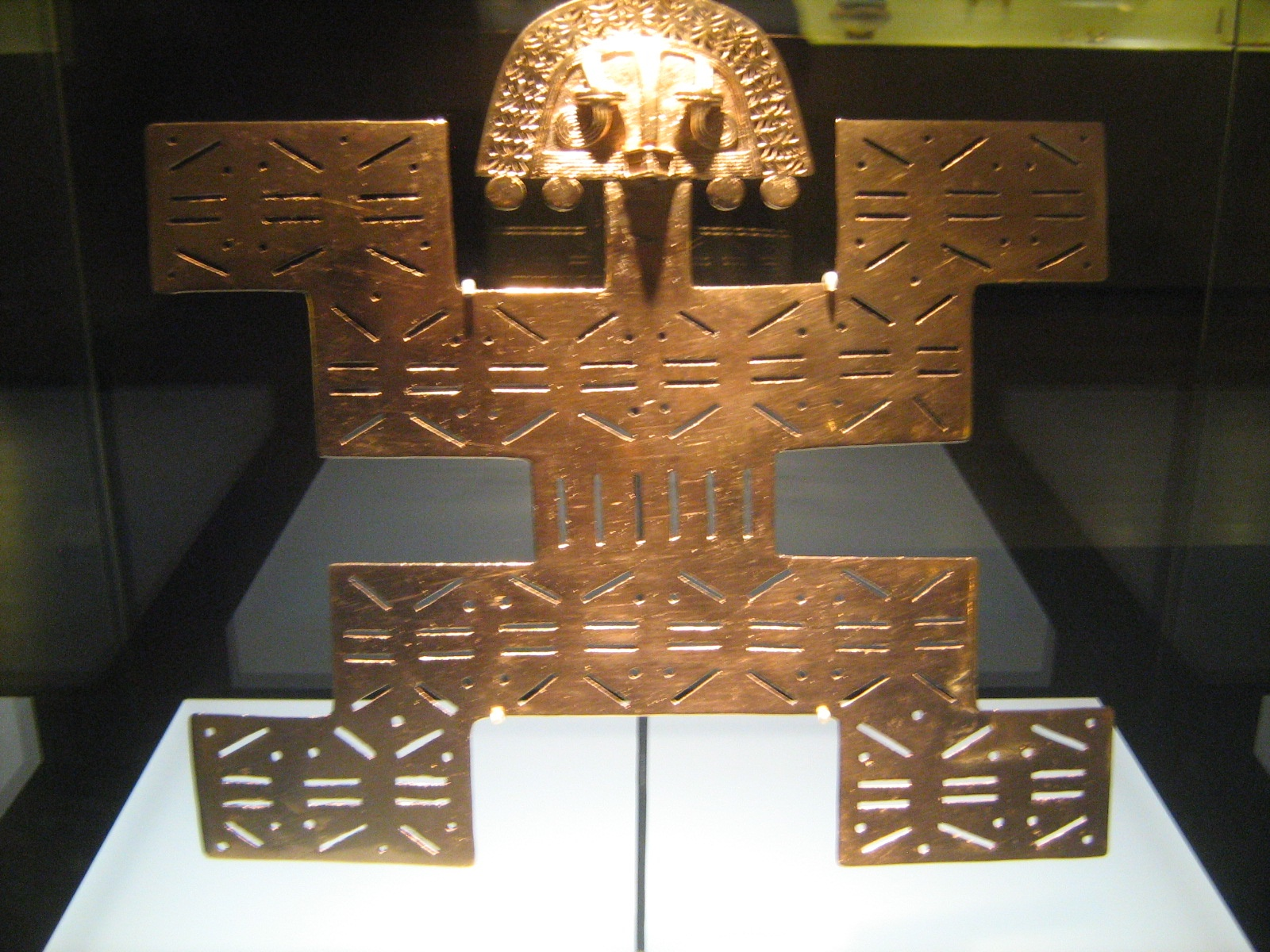
Pektoral der frühen Tolima-Kultur, in etwa 550 v. Chr. bis Jahr 0, Museo del Oro

Die Tolima-Kultur zeichnet sich ab dem 1. Jahrhundert n. Chr. durch ihre Goldschmiedearbeiten aus, vor allen Dingen durch ihre Anhänger. Diese wirken jedoch im Gegensatz zu den vergleichbaren Gegenständen der benachbarten Zivilisationen, wie beispielsweise der Quimbaya-Kultur oder der Calima-Kultur, in ihrer Ausführung flächenhaft, schattenlos und stark schematisiert. Aber gerade dieser hohe Grad an Abstrahierung lässt vermuten, dass die Tolimas für ihre Zeit bereits sehr intellektuelle, raffinierte und gut organisierte Designer waren. Durch ihre Verbindung anthropomorpher und zoomorpher Wesensmerkmale erlangten sie eine ausbalancierte Mischung von Kunst und Mythos, die sich in einer sanften, geometrischen Linienführung manifestierte.
Im Tolima-Stil wurden Ohrringe, Anhänger, Halsketten und Brustschmuck hergestellt. Neben Gold kam auch Tumbaga zum Einsatz, eine Legierung aus Gold und Kupfer.
Verarbeitet wurde vor allem exakt zugeschnittenes Goldblech, aus dem geometrische, anthropomorphe und zoomorphe Motive herausgearbeitet wurden. Weitere Charakteristika sind sich wiederholende Motive, abstrahierende Darstellungen von Menschen, Tieren und Mensch-Tier-Mischwesen. Unter den Tiermotiven finden sich Raubkatzen, Fische, Eidechsen, Frösche, Grillen und Fledermäuse. Überhaupt kam Tieren bei magischen Praktiken eine hohe Stellung zu – bei den Tolimas insbesondere der Fledermaus. Die anthropomorphen Darstellungen sind in der Regel stark abstrahiert, die Köpfe nahezu rechteckig oder halbkreisförmig und die Gliedmaßen treppenartig von sich gestreckt. Treppen wurden damals als Symbol für den Abstieg ins Jenseits bzw. die Wiederauferstehung im Licht angesehen.
Ähnlich wie in der Quimbaya-Kultur tauchen auch im späten Tolima eigenartige, im Wachsausschmelzverfahren hergestellte Fischfiguren auf. Da sie modernen Flugzeugen ähneln, wurden sie von Vertretern der Prä-Astronautik für ihre Thesen in Beschlag genommen. Wahrscheinlich dürfte es sich aber um Darstellungen von Fliegenden Fischen handeln – Wesen mit mystischen Kräften, die sich in zwei sehr unterschiedlichen Welten fortbewegen.

### Das Weltbild als Erklärung der Funde
Goldgegenstände galten bei den Tolimas nicht als Kunstobjekte, sondern wurden vielmehr als persönliche Talismane getragen. Das ethnische Universum der Ureinwohner gliederte sich in drei Welten:
- die dunkle, feuchte Unterwelt mit weiblichem Charakter – das Reich des Todes, symbolisiert durch Tiere wie Fisch und Fledermaus
- die hellstrahlende, trockene Oberwelt mit männlichem Charakter – Quell des Lebens, symbolisiert durch Vögel und die goldene Sonne
- zwischen diesen beiden Welten vermittelnd unsere Daseinswelt, deren Hauptaufgabe darin besteht, das Gleichgewicht beider Sphären zu bewahren. Diese Rolle verdichtet sich letztlich im Jaguar, dem mächtigsten Raubtier Südamerikas, der den Tod bringen kann, aber auch gleichzeitig durch das goldfarbene Jaguarfell die Sonne repräsentiert. Die goldenen Talismane verliehen daher ihren Trägern die Energien der jeweils dargestellten Figuren – die Kräfte des Wassers, der Luft und der Erde.

### Keramik
Erste Keramikgegenstände tauchen im Gebiet der Tolima-Kultur im 1. Jahrhundert v. Chr. an der Fundstätte Arrancaplumas im Gemeindegebiet von Honda auf. Die charakteristischen, Obstfrüchten ähnelnden Vasen zeigen verwandte Züge mit den frühen Keramiken der Karibikküste und der südwestlichen Savanne von Bogotá. Von Bedeutung sind ferner Töpfe, Krüge, Trinkbecher und Flaschen.

## Bestattungsformen
In der Spätphase der Tolima-Kultur wurde zu Zweitbestattungen, Einäscherungen und Beisetzungen in Urnen übergegangen. Bereits Beerdigte wurden nach einer gewissen Zeit wieder ausgegraben und rituell erneut in Urnen beigesetzt. Für diesen Zweck wurden Schachtgräber angelegt, in die eine Seitenkammer mündete und in der 3, ja manchmal auch bis zu 70 Urnen Platz fanden. Die Urnen waren mit kalzinierten Knochenresten, großen Knochenbruchstücken und Schädeltrümmern gefüllt.

### Grabbeigaben
Den Verstorbenen wurde reichhaltig Keramik auf ihre letzte Reise mitgegeben, welche spezifisch für diesen Zweck angefertigt worden war – darunter Trinkbecher, Töpfe und Krüge, die mit roten Farbtönen bemalt waren und ein geometrisches Design aufwiesen. Vereinzelt waren auch Goldschmuck, Spindeln, Walzen und Äxte unter den Beigaben zu finden. Unter den Tiermotiven sind anzuführen Frösche, Eidechsen, Schlangen, Vögel, Raubkatzen, Kröten und Fledermäuse. Menschliche Wesen wurden oft in meditativer Haltung auf einer Bank sitzend dargestellt.

### Symbolik
Viele Archäologen sehen in dem Brauch der Urnen-Zweitbestattung eine Rückkehr in die Gebärmutter. Die Menschenwesen in Sitzposition werden als Geisterbeschwörer gedeutet, deren hieratische Haltung Autorität und spirituelle Kraft ausstrahlt. Die in diesem Zusammenhang auftauchenden Jaguare und Vögel lassen sich den beliebten Themenkreisen Jaguarmensch und Flug des Schamanen zuordnen. Auch Schlangen und Reptilien besitzen wegen ihrer Fähigkeit des Häutens bzw. des Nachwachsens von Schwanz und Gliedmaßen die Symbolkraft der Metamorphose oder der Passage zu einem anderen Seinszustand.